# Gymnasium Ottweiler
Das Gymnasium Ottweiler ist ein neusprachliches Gymnasium mit naturwissenschaftlichem und sprachlichem Zweig in der Trägerschaft des Landkreises Neunkirchen.

## Zur Geschichte der Schule

### Die Tradition der Lehrerausbildung
1874 wurde in Ottweiler durch das „Decret des Königlichen Provinzial-Schul-Collegiums Coblenz“ vom 16. Juni 1874 das Evangelische Lehrerseminar gegründet. Dieses Königlich Preußische Lehrerseminar hatte zunächst wegen der kurzfristigen Gründung kein eigenes Gebäude zur Verfügung. Deshalb zog man behelfsweise in das Haus des Maurermeisters Kuntz (Ecke Goethestraße / Illinger Straße).
Gleichzeitig wurde der Grundstein gelegt für das 1876 fertiggestellte Hauptgebäude des Seminars. Dieses Hauptgebäude – in Ottweiler „de Kaschde“ genannt – beherbergt, wenn auch um einen Seitenflügel amputiert, heute noch das Gymnasium Ottweiler. Seit 1876 gab es in Ottweiler eine Übungsschule, die dazu diente, dass die Seminaristen sich in der Praxis an Volksschülern erproben konnten. Diese zog 1911 in das neu errichtete Nebengebäude um, in dem heute noch einige Klassen des Gymnasiums untergebracht sind. Die Stadt Ottweiler war verpflichtet, ein bestimmtes Kontingent an Schülern an die Übungsschule zu überstellen. Somit konnten sich die Seminaristen in allen Klassenstufen bewähren. Die eigentliche Ausbildung für Seminaristen dauerte drei Jahre. In der Anfangsphase meldeten sich viele Seminaristen mit Unterrichtserfahrung, auch wenn sie keine Lehrerausbildung genossen haben. Andere Seminaristen kamen von sogenannten Präparandenschulen, in denen eine einheitliche Grundausbildung für junge Männer mit abgeschlossener Volksschulbildung oder auch höherer Schulbildung vermittelt wurde.
1889 wurde das Lehrerseminar zunächst probehalber für zwei Jahre um eine eigene Präparandenschule erweitert, die 1891 offiziell etabliert wurde. Somit war die Lehrerausbildung komplett am Reiherswaldweg angesiedelt, und zwar zunächst mit zweijähriger, ab 1901 mit dreijähriger Präparandie. Die Präparanden wohnten allerdings privat bei Familien in Ottweiler, während die Seminaristen, wenn sie von außerhalb kamen, im Internat lebten.
Während des Ersten Weltkriegs meldeten sich viele Seminaristen freiwillig an die Front, so dass sie ihren Abschluss in Notprüfungen erhielten. Natürlich sank daraufhin auch die Zahl der Schüler, was allerdings teilweise dadurch aufgegangen wurde, dass die Ottweiler Anstalt zahlreiche Schüler aus dem zum Kriegslazarett umfunktionierten Lehrerseminar in Wetzlar aufnahm. Gegen Ende des Kriegs musste allerdings der Lehrbetrieb zeitweise eingestellt werden, da das Schulgebäude als Truppenunterkunft gebraucht wurde.
1918 wurde das Seminar umbenannt in Preußisches Lehrerseminar, allerdings wurde der Lehrbetrieb erst am 4. Januar 1919 wieder aufgenommen. Es wurden auch Spezialkurse für Kriegsrückkehrer eingerichtet und bis 1920 betrieben. Im Zuge der Einrichtung des Saargebiets unter der Verwaltung des Völkerbunds und dem damit verbundenen Rückzug preußischer Institutionen wurde 1922 der Beschluss zur Auflösung des Lehrerseminars gefasst, und 1924 die letzte Prüfung abgenommen.
Die Tradition des Lehrerseminars fand ihre Fortsetzung in der Zeit des Dritten Reichs von 1941 bis 1945 mit der sogenannten Lehrerbildungsanstalt. Die Lehrerbildungsanstalt war an den ideologischen Anforderungen des Nationalsozialismus ausgerichtet, weil die Lehrerausbildung ein wichtiges Element zur Vermittlung der Ideologie war. Der Konformitätsdruck wurde durch den strengen Uniformzwang während der Unterrichtszeit deutlich. Obendrein hatten alle Schüler vor ihrer Zulassung ein Musterungslager zu durchlaufen, in dem sie sowohl auf ihre körperliche Gesundheit als auch auf ihre geistige Haltung überprüft wurden.
Nach dem Zweiten Weltkrieg und der Schließung der Lehrerbildungsanstalt wurde bereits 1946 wieder ein Lehrerseminar gegründet. Während der Einzugsbereich des preußischen Lehrerseminars über die Grenzen des Saargebiets hinausging, rekrutierte sich die Schülerschaft jetzt immerhin noch aus dem ganzen Saarland. Die revolutionäre Neuerung dieses Seminars war, dass hier erstmals in Ottweiler beide Geschlechter an einem Ort ihre Lehrerausbildung erhielten. Auch das Internat bot sowohl für die jungen Frauen als auch für die jungen Männer Wohnmöglichkeiten, wenn auch in getrennten Gebäuden. Deshalb waren die Frauen im Hauptgebäude untergebracht, die Männer hingegen im Gebäude der heutigen Landesakademie für musische Bildung.
Zunächst war dieses Seminar auch beiden großen christlichen Konfessionen zugänglich, bis dann 1948 die Regierung des Saarlands unter Ministerpräsident Johannes Hoffmann analog zur Einführung der Konfessionsschulen im Saarland auch die Lehrerausbildung konfessionell trennte. Die evangelischen Seminaristen gingen zur Vollendung ihrer Ausbildung nach Blieskastel, die katholischen nach Lebach.
Von 1948 bis 1962 existierte in Ottweiler das Staatliche Evangelische Lehrerseminar. Die Bedeutung des Seminars ist nicht zu unterschätzen: Zum einen wurden hier praktisch alle saarländischen Junglehrer der Nachkriegszeit für die evangelischen Volksschulen ausgebildet. Damit konnte kein evangelischer Schüler den Ottweiler Absolventen entgehen. Zum anderen bot dieses Seminar, nicht zuletzt wegen des angeschlossenen Internats, für viele Saarländer die einzige Möglichkeit, in der schweren Nachkriegszeit eine höhere Ausbildung zu erhalten. Die Seminaristen erhielten hier, gerade wenn sie aus nicht wohlhabenden Familien stammten, eine Chance zum sozialen Aufstieg.

### Das Internat
Von Beginn an war das gleichzeitig mit dem Königlich Preußischen Lehrerseminar gegründete Schülerheim ein Eckpfeiler der Ausbildung. Anfangs war nur die Aufnahme von 90 Schülern geplant, was zunächst auch ausreichte. Mit der Gründung der Präparandenanstalt 1891 zeigte sich allerdings, dass diese Kapazität zu knapp bemessen war. Deshalb wurde es notwendig, für die Präparanden Unterkünfte in der Stadt zu suchen.
Für die Seminaristen bestand die Pflicht, im Internat zu wohnen, sofern sie nicht aus Ottweiler oder der direkten Umgebung stammten. Diese Ausnahmeregelung betraf allerdings nur 4,2 % der Seminaristen. Der weitaus größere Teil stammte aus der preußischen Rheinprovinz, die aus den Regierungsbezirken Trier, Koblenz, Düsseldorf, Köln, Aachen und Wetzlar Schüler entsandte. Auch die Provinz Hessen-Nassau und die Provinz Westfalen waren vertreten sowie das preußische Hohenzollern-Sigmaringen. Von den nichtpreußischen Gebieten stellte das Fürstentum Birkenfeld die meisten Schüler, die Reichslande Elsass-Lothringen die zweitgrößte Gruppe. Auch aus der bayrischen Rheinpfalz kamen etliche Seminaristen, und einige wenige stammten aus dem Großherzogtum Hessen oder aus Mittel- und Ostdeutschland.
Eine besondere Bedeutung erlangte das Wohnheim in der Zeit nach dem Zweiten Weltkrieg. Diese Einrichtung erlaubte vielen Seminaristen der damaligen Zeit überhaupt erst, eine solche Ausbildung zu absolvieren, da durch die Zerstörungen des Kriegs ein Pendeln zwischen Wohn- und Schulort oft unmöglich gewesen wäre. Dies umso mehr, als 1948 Ottweiler das einzige saarländische Seminar für evangelische Lehrer war. Besonders pikant war die Internatsituation in dieser koedukativen Zeit, da beide Geschlechter auf dem Schulgelände untergebracht waren. Auch strengste Vorschriften konnten nicht verhindern, dass Schleichwege zu den verbotenen Unterkünften gefunden wurden. Einige Eheschließungen resultieren aus dieser Wohnsituation.
1987 musste das Internat wegen mangelnder Nachfrage geschlossen werden.

### Die Tradition der höheren Schulen
1922, nach dem Beschluss zur Schließung des Preußischen Lehrerseminars, wurde in Ottweiler die Staatliche Evangelische Lehrstudienanstalt eingerichtet. Diese Landesstudienanstalt war ein Aufbaugymnasium, das 13- bis 14-jährige begabte Jungen in sechs Jahren zum Abitur führen sollte. Nach dem Anschluss des Saargebiets 1935 und dem Ende der Konfessionsschulen wurde die Schule zunächst in Staatliche Landesstudienanstalt, 1937 in Staatliche Aufbauschule und 1938 in Staatliche Oberschule für Jungen in Aufbauform umbenannt. Diesen Bezeichnung behielt sie dann bis 1945 bei.
Seit 1941 gab es allerdings parallel zur Oberstufe auch wieder ein Lehrerseminar. Diese Struktur wurde dann auch nach dem Zweiten Weltkrieg beibehalten, als das Staatliche Realgymnasium (Aufbauschule) die Arbeit der Oberstufe fortsetzte. 1948 wurde dieses Gymnasium dann zur Bestürzung der Ottweiler Bürgerschaft auf Beschluss des Regierungspräsidiums Saar geschlossen, und die Schüler mussten nach Neunkirchen und St. Wendel ausweichen. Während die Lehrerausbildung weiter bestand, wurde erst nach der Rückgliederung des Saarlands an die Bundesrepublik Deutschland im September 1957 wiederum ein Aufbaugymnasium gegründet, das an die siebte oder achte Volksschulklasse anschloss und in sechs Jahren zum Abitur führte. Diese Schule trug bis 1960 den Namen Staatliche Aufbauschule, und von 1960 bis 1971 hieß sie Staatliches Aufbaugymnasium, wobei ab 1960 ausschließlich die Klasse 8 der Volksschule aufgebaut wurde.
Mit der Neugründung von 1957 wurde endlich auch Mädchen in Ottweiler die Möglichkeit gegeben, zum Abitur zu gelangen.
Ab 1971 wurde die sechsstufige Form des Aufbaugymnasiums um die Quarta zu einer siebenstufigen erweitert. Natürlich war mit der Änderung der Organisationsform wieder ein Namenswechsel fällig. Jetzt hieß die Schule Staatliches Gymnasium im Aufbau, mit dem Ziel, das Aufbaugymnasium durch jährliches anfügen einer weiteren Klassenstufe zur neunstufigen Schule aufzubauen. Drei Jahre später wurde die Schule abermals umbenannt in Staatliches Gymnasium, da nun die Stufen von Sexta mit Quarta komplett ergänzt waren.
Der Namenszusatz „Staatlich“ entfiel bei der Übernahme durch den Landkreis Neunkirchen 1992. Heute trägt die Schule den Namen Gymnasium Ottweiler.
In den 1970er Jahren wurde das neue Gymnasium vor größere Herausforderungen gestellt. Seit 1976 bot die Schule als eine der ersten im Land eine dritte moderne Fremdsprache an. Zunächst wurden die Schüler in einer Arbeitsgruppe für Italienisch begeistert, seit 1977 besteht die Möglichkeit, Italienisch als Zusatzfach zu wählen. Das Angebot als dritte Fremdsprache ab Klasse 9 besteht seit 1989. Die angebotenen Sprachenfolgen waren bisher Französisch, Englisch und Italienisch oder wahlweise Latein, Englisch, Französisch. Zusätzlich wurde ab 1965 ein mathematisch-naturwissenschaftlicher Zweig, mit Französisch als erster Fremdsprache, Englisch ab Klasse 7 und erweitertem Physik- und Chemieunterricht angeboten.
Mittlerweile wird Englisch als einzig mögliche erste Fremdsprache angeboten, als zweite Fremdsprache Französisch, das man ab Klasse 6 erhält und in Klasse 8 wahlweise im mathematisch-naturwissenschaftlichen Zweig mit einer erhöhten Stundenzahl in Chemie und der Aufstufung von Physik zum Hauptfach, oder im sprachlichen Zweig durch Italienisch erweitert wird. Latein kann nun nur noch im Rahmen eines Wahlpflichtfachs ab Klassenstufe 10 gewählt und in den Klassenstufen 11 und 12 als Grundkurs weitergeführt werden.
Aufgrund der Initiative von Lehrern, die heute nicht mehr an der Schule tätig sind, konnte eine Zeit lang Spanisch ab Klasse 11 als Wahlfach angeboten werden, und es bestand außerdem die Möglichkeit, Altgriechisch in einer Arbeitsgruppe zu lernen.
Die Einführung der Reformierten Oberstufe 1976 stellte auch das Gymnasium Ottweiler vor eine große organisatorische Herausforderung. Dennoch gelang es, obwohl die Schule relativ klein ist und nicht über Kooperationsmöglichkeiten mit einem anderen Gymnasium verfügt, ein breites Angebot von Leistungskursen bereitzustellen.

## Unterrichtsangebot und Unterrichtsorganisation
Das Gymnasium Ottweiler ist ein neusprachliches Gymnasium mit mathematisch-naturwissenschaftlichem Zweig.
Für sportlich talentierte und engagierte Schüler besteht derzeit in den Klassenstufen 5 und 6 die Möglichkeit in einer Leistungs-AG Sport gefördert zu werden. Diese Förderung, die das Gymnasium als Partnerschule der Talentförderung Saar und des Landessportverbands für das Saarland anbietet, umfasst bis zu vier zusätzliche Wochenstunden Sport.

### Freiwillige Ganztagsschule und Nachmittagsbetreuung
Schüler des Gymnasiums Ottweiler können (von 13:05 bis 16:30 Uhr) die Nachmittagsbetreuung der „freiwilligen Ganztagsbetreuung“ in Anspruch nehmen. Die Möglichkeit des Mittagessens besteht unabhängig davon für alle Schüler.

## Schulische Schwerpunkte, Aktivitäten und Projekte

### Pädagogische Begleitung des Übergangs von der Grundschule zum Gymnasium
Elternseminare; Klassenleitertage; „Lernen lernen“ mit Methoden-, Kommunikations- und Koop„“erationstraining; „Lions Quest – Erwachsen werden“; Schülerpaten; Busschulungs- und Busbegleiterprojekt

### Förderkonzept Klasse 5–10
Individuelle Beratung und Förderung von Schülerinnen und Schülern
– zum Erwerb sozialer und emotionaler Kompetenzen
– zum Aufbau von Lernrückständen (z. B. Rechtschreibtraining, Aufsatztraining Deutsch, „Coaching zum Erfolg“ – allgemeine Lernberatung)
– zur Förderung besonders begabter, interessierter und motivierter Schüler (Vormittagsfördergruppe „Fibokanten“, Fremdsprachenzertifikate Englisch und Französisch)

### Arbeitsgemeinschaften
Als Arbeitsgemeinschaften angeboten werden Schulchor, Schulband, DELF-Sprachdiplom, SR-Leseclub, Schach, Robotik AG, Physik + Technik, Physikzirkel, American Sports, Basketball, Badminton, Handball, Volleyball, Tischtennis, Leichtathletik, Geräteturnen, Tanzsport, Voltigieren. Des Weiteren existieren die Arbeitsgemeinschaften Schach, welche seit Jahren sehr erfolgreich ist und bereits auf den Deutschen Schachmeisterschaften vertreten waren, eine Schülerzeitung und ein Schulsanitätsdienst, der sich um kleine Verletzungen im Rahmen des Schulbetriebes kommt.

### Wettbewerbe
Vorlesewettbewerb, Jugend trainiert für Olympia, Schulschachmeisterschaft, Mathematik-Olympiade, Bundeswettbewerb Mathematik, Schüler experimentieren / Jugend forscht, Bundesweiter Wettbewerb Physik für die Sekundarstufe I, Physik-Olympiade, Bundeswettbewerb Fremdsprachen, Europawettbewerb

### Beratungsangebote bei Konflikten
Schoolworker, Mediation

## Schulverein und Elternvertretung
Der Schulverein am Gymnasium Ottweiler wurde im Februar 1968 gegründet.
Der Verein hat es sich zur Aufgabe gemacht, die Schule in ihren Bildungs- und Erziehungsaufgaben zu unterstützen und stellt dazu jährlich finanzielle Mittel zur Verfügung, um zum Beispiel zusätzliche Lehrmittel zu beschaffen oder die Schülerbibliothek besser auszustatten. Elternvertretung und Schulverein arbeiten nach eigener Aussage am Gymnasium sehr eng miteinander seit der Gründung vor über 40 Jahren. Die Elternvertretung setze sich mit großem Engagement für ein partnerschaftliches Verhältnis zwischen Schule, Schülern und Elternhaus ein.

## Ehemalige Schüler
- Christian Petry, Abitur 1984
- Alex Landenburg, Abitur 1999
- Markus Werkle-Bergner, Abitur 1996